# Jours des Rogations

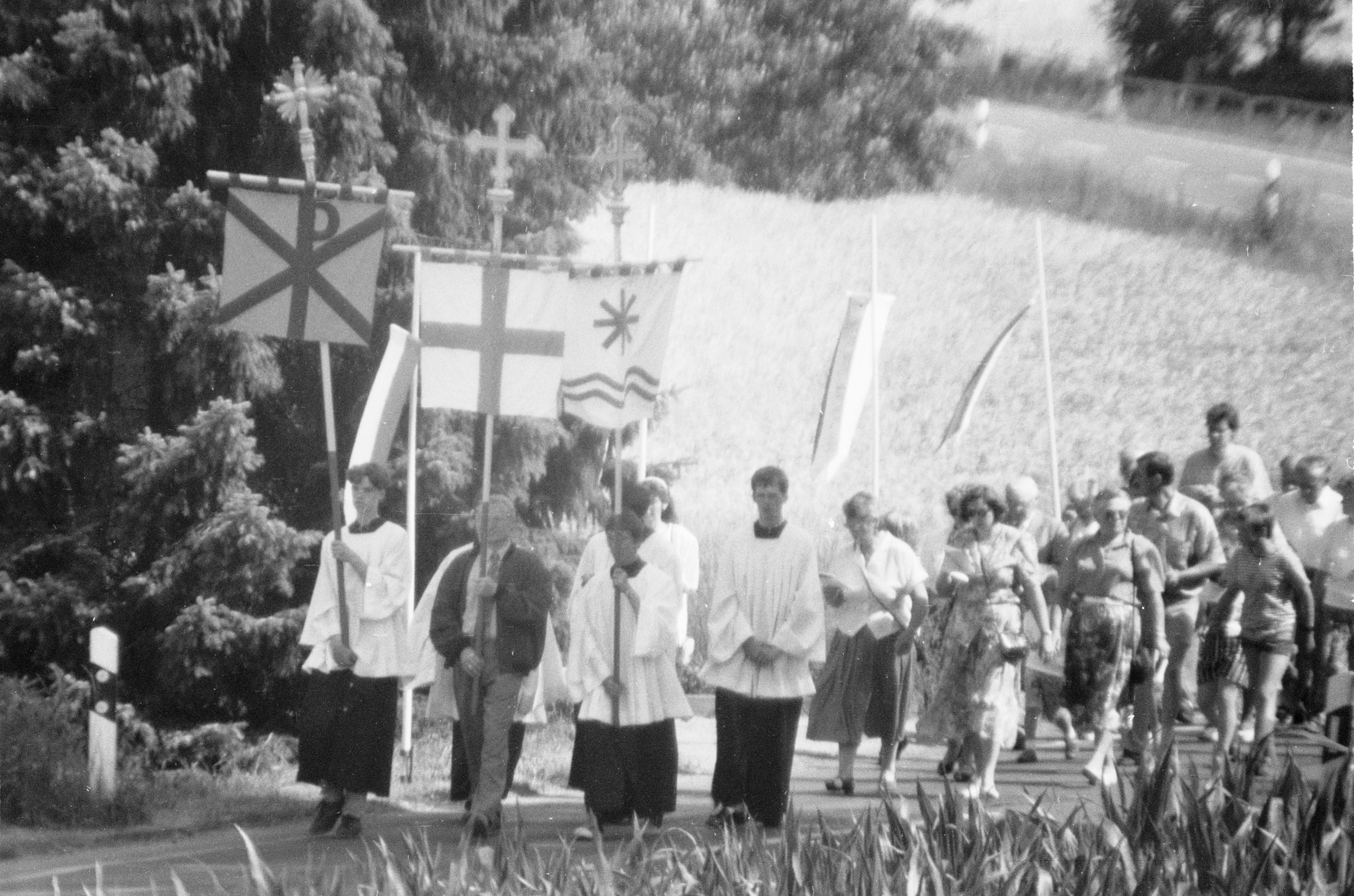
Procession des Rogations en 1992 en Westphalie.

Les jours des Rogations sont, dans le calendrier romain tridentin, les trois jours précédant immédiatement le jeudi de l'Ascension, c'est-à-dire les 37e, 38e et 39e jours après Pâques. Ce terme est encore utilisé aujourd'hui par les Églises catholique, anglicane et quelques Églises orthodoxes. Les Rogations consistent à l'origine en des rituels apotropaïques et propitiatoires (chants religieux, prières d'intercession, processions) pour favoriser la prospérité des moissons. Analogues aux anciens rituels printaniers de fécondité adressés aux dieux du feu et aux déesses de la fertilité, et ayant lieu dans diverses sociétés de subsistance de par le monde, ces pratiques consistent à implorer la pluie, le mûrissement et la moisson des grains, ou la protection contre des maladies des céréales qui provoquent depuis l'époque néolithique de grands dégâts sur les plantes cultivées. Au Moyen-Âge, les aléas climatiques et les attaques de ravageurs de plantes favorisent cette pratique religieuse issue de la christianisation de la fête religieuse romaine des Robigalia, et qui perdure dans les campagnes jusqu'à la seconde moitié du XXe siècle.
Le mot « rogation » est un emprunt au latin rogare, qui signifie « demander ». Il est à noter que, dans les régions de langues d'oïl en France, le mot Rogations cohabite avec voire est supplanté par les appellations traditionnelles Rouvaisons ou Rouaisons, ces derniers mot étant, quant à eux, des descendants naturels du même étymon latin rogatione(m) via l'ancien français rovaison, roaison. Rogations sert à qualifier cette période de l'année car l'Évangile du dimanche précédent comprend le passage « demandez ce que voudrez et cela vous sera accordé » (Jn 15,7). Le terme rogation, en latin rogatio, signifiait originellement « demande » et a pris le sens de « prière, supplique » en bas latin et de « prière accompagnée de processions » en latin ecclésiastique.

## Historique de l'usage et des prières rogatoires
Cette fête, encore appelée les Litanies Mineures, fut introduite par l'évêque de Vienne, saint Mamert en 474 dans la vallée du Rhône et en Dauphiné. Le récit de l'institution de Saint Mamert nous est connu par une homélie de Saint Avit, successeur de Mamert à la tête de l'évêché.
Grégoire de Tours rapporte 

« Il (Avitus)  rapporte, dans une homélie sur les Rogations, que ces mêmes Rogations que nous célébrons avant le triomphe de l’ascension du Seigneur, furent instituées par Mamertus, évêque de Vienne[ci], dont Avitus était alors lui-même le pontife, à l’occasion d’un grand nombre de prodiges qui épouvantaient cette ville. Il y avait souvent des tremblements de terre, et les loups et autres bêtes féroces, entrant par les portes, erraient, sans rien craindre, par toute la ville. Comme ces choses se passaient dans le cours de l’année, l’arrivée de la fête de Pâques fit espérer au peuple fidèle que la miséricorde de Dieu mettrait, le jour de cette grande solennité, un terme à leur épouvante. Mais la veille même de cette glorieuse nuit, pendant qu’on célébrait les cérémonies de la messe, tout à coup le palais royal, situé dans la ville, fut embrasé du feu divin. Tous furent saisis de terreur, et abandonnèrent l’église, craignant que cet incendie ne consumât toute la ville, et que la terre ébranlée ne s’entrouvrît. Le saint évêque, prosterné devant l’autel, supplia, en gémissant et pleurant, la miséricorde de Dieu. Que dirai-je ? la prière de l’illustre pontife pénétra jusqu’aux cieux, et le fleuve de larmes qu’il répandait éteignit l’incendie du palais. Pendant que ces choses se passaient, le jour de l’ascension du Seigneur approchant, comme nous l’avons dit plus haut, il prescrivit un jeûne aux peuples, et régla la forme des prières, l’ordre des lectures pieuses, ainsi que la manière de célébrer les Rogations. Tous les sujets d’épouvante s’étant alors dissipés, la nouvelle de ce fait se répandit dans toutes les provinces, et porta tous les évêques à imiter ce qu’avait inspiré à Mamertus sa profonde foi. On célèbre encore aujourd’hui, au nom de Jésus-Christ, ces cérémonies dans toutes les églises, avec componction du cœur et contrition d’esprit. »

Au Moyen Âge, ce rite propitiatoire vise à immuniser le territoire rural contre les puissances infernales, souvent ridiculisées par des représentations de dragons empaillées. Trois jours durant, le clergé et les fidèles font en procession le tour du finage dont les limites sont signalées par des croix temporaires ou fixes. Prières, formules de bénédiction et gestes de purification permettent de garantir les trois récoltes majeures, le premier jour étant réservé aux prés, le deuxième aux champs et le troisième à la vigne ou aux cultures secondaires. Des haltes sont prévues aux chapelles et aux croix de carrefour. Des arrêts, décorés comme des reposoirs avec des guirlandes de fleurs printanières, sont souvent l'occasion de collations, a priori frugales, même si ces fêtes sont prétexte à réjouissances.
Lors du concile d'Orléans (511), les évêques réunis décident que les Rogations seront célébrées en Gaule pendant trois jours avant l'Ascension (canon 27) et, un peu plus tard, Gontran, un des petits-fils de Clovis, en ordonne la célébration dans tout le royaume de Bourgogne. En 567, les décisions du concile d'Orléans sont confirmées par les conciles de Lyon et de Tours qui rendent aussi fériés ces trois jours. Entre le VIIe et le Xe siècle, les rogations s'étendent dans tout l'Occident. La diffusion de la fête dans les campagnes accompagne l'ancrage territorial croissant de la paroisse, permettant de sacraliser l'espace communautaire. La pratique s'étend peu à peu aux paroisses urbaines.

## Pratiques traditionnelles

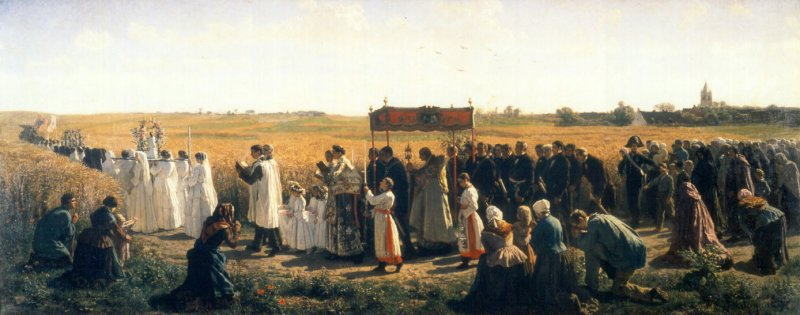
La Bénédiction des blés en Artois de Jules Breton (1857).

Ce dimanche lui-même était appelé « dimanche des Rogations ». Ce jour marquait, avant le concile Vatican II, le début d'une période de trois semaines pendant laquelle la célébration des mariages était interdite par les Églises catholique et anglicane. Jusqu'au début du XXe siècle, des processions étaient organisées dans les chemins parcourant les champs dans tous les pays catholiques, une pratique immortalisée par différents peintres naturalistes, comme Jules Breton (Bénédiction des blés en Artois, Arras, musée des Beaux-Arts, 1857). Les fidèles observaient traditionnellement pendant les Rogations un jeûne afin de se préparer à la célébration de l'Ascension et les prêtres bénissaient les cultures. Les croix de station au bord des chemins des campagnes en rappellent aujourd'hui le souvenir.
À Salamanque, au 17e siècle, « [les rogativas sont] une cérémonie officielle et encouragée par l’Église qui voit là le meilleur moyen de guider les fidèles sur le chemin de la foi en conformité avec les normes tridentines ».

## Depuis Vatican II
Lors de la réforme liturgique catholique en 1969, le nouveau Calendarium romanum a maintenu les prières des Rogations, mais en précisant qu'elles pouvaient ne pas être célébrées à la même date sur toute la terre. Il donnait tâche aux conférences épiscopales pour en fixer « la discipline ». Pour la francophonie, il n'en est fait nulle mention dans les missels « ordinaires » ; cependant, le cérémonial des évêques de 1984 (aux chapitres 381 à 384) y fait nettement référence : « Il est bon que, dans chaque diocèse, compte tenu des circonstances et des coutumes locales, l'évêque veille avec soin à ce que l'on trouve un bon moyen d'observer la liturgie des Rogations... » (chapitre 383).
En France, la Conférence épiscopale française n'a, depuis Vatican II, rien fixé.
La plupart des pays continuent de suivre l'ancien usage selon le calendrier romain tridentin qui prévoit que les rogations soient célébrées les trois jours précédant l'Ascension. Néanmoins, en l'absence de règle, chaque diocèse et chaque paroisse est libre de célébrer quand bon lui semble.

## Évocations
Dans son récit autobiographique, Les Terres froides, publié en 2000, l'écrivain français Yves Bichet évoque la fête des Rogations dans un petit village de la région naturelle des Terres froides, non loin de Voiron, dans le département de l'Isère,.